# Isotta Fraschini

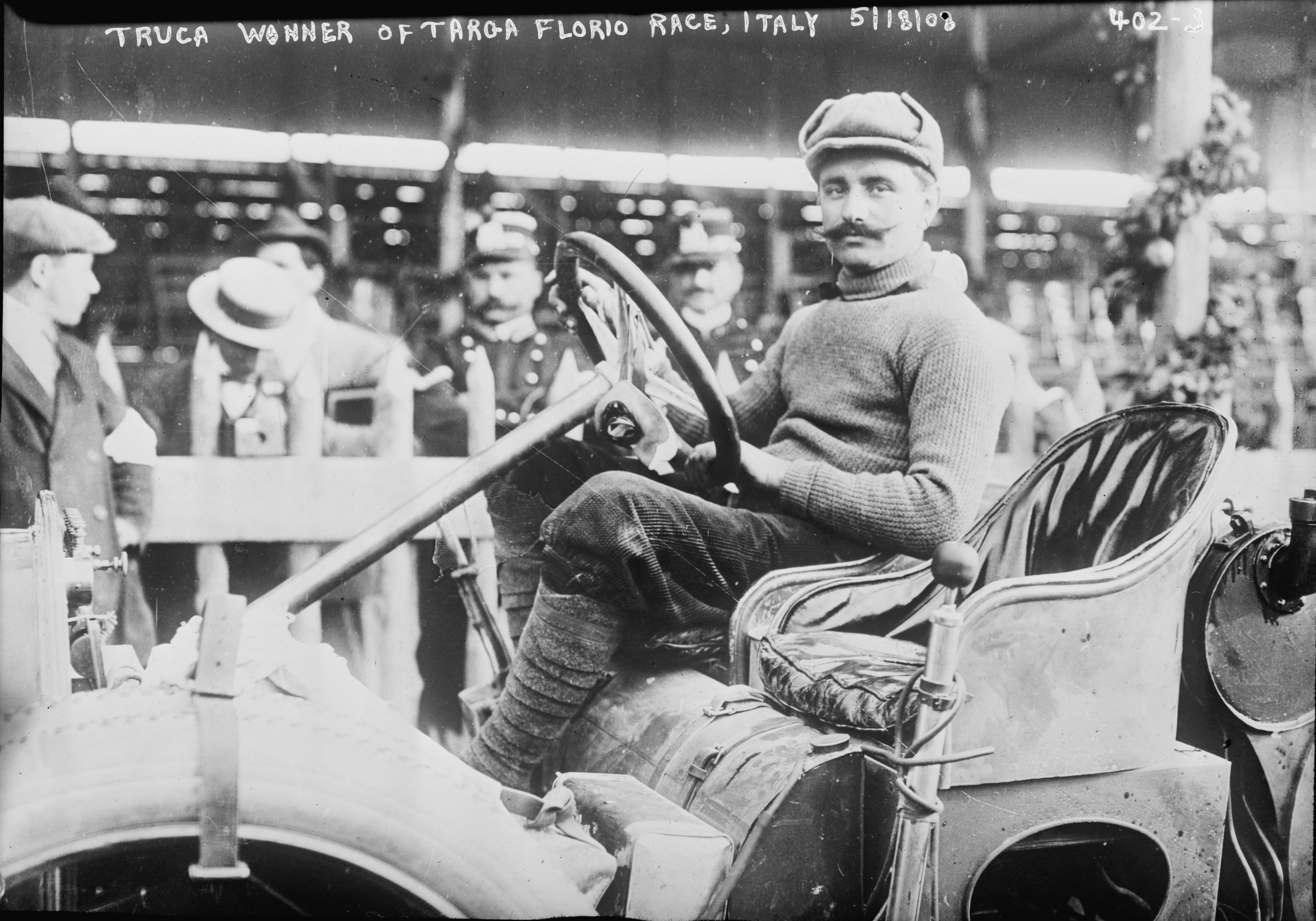
Vincenzo Trucco won de Targa Florio in 1908 met de Isotta Fraschini-type I.

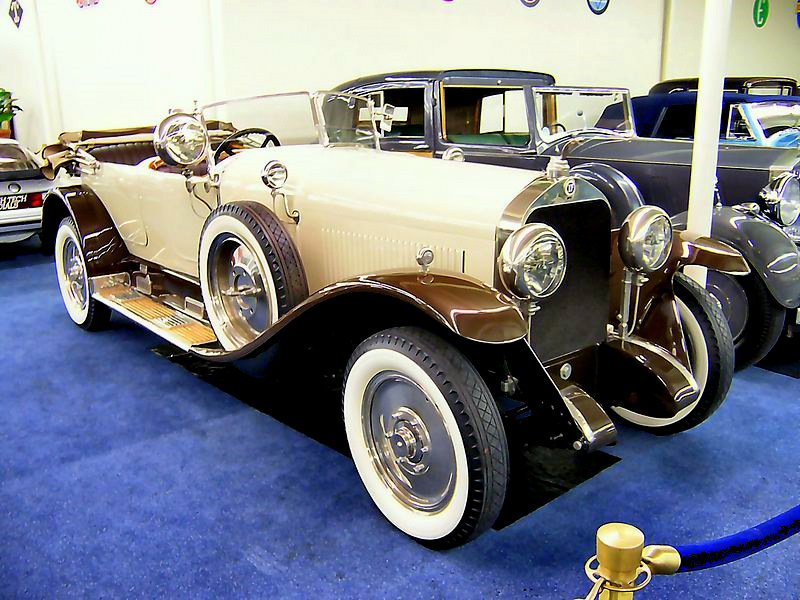
Isotta Fraschini Tipo 8 Sala Phaeton.

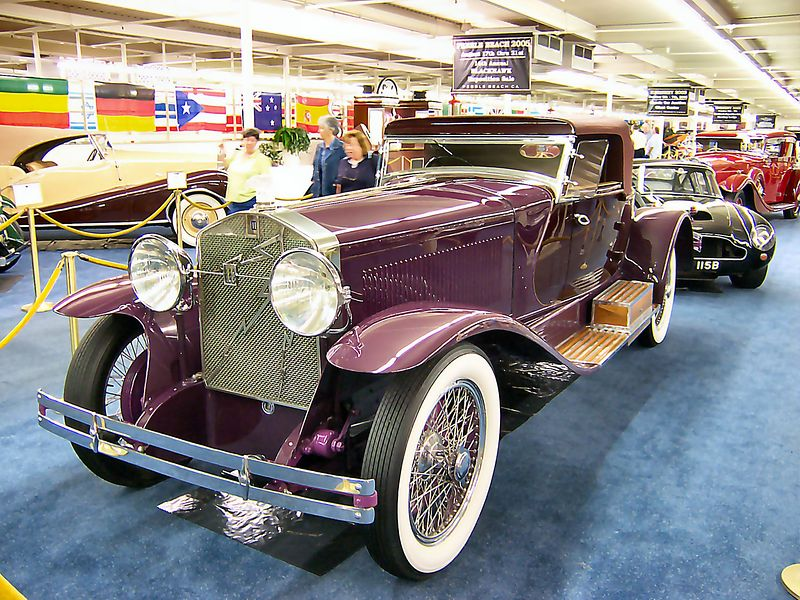
Isotta Fraschini Tipo 8A S LeBaron Boattail Roadster

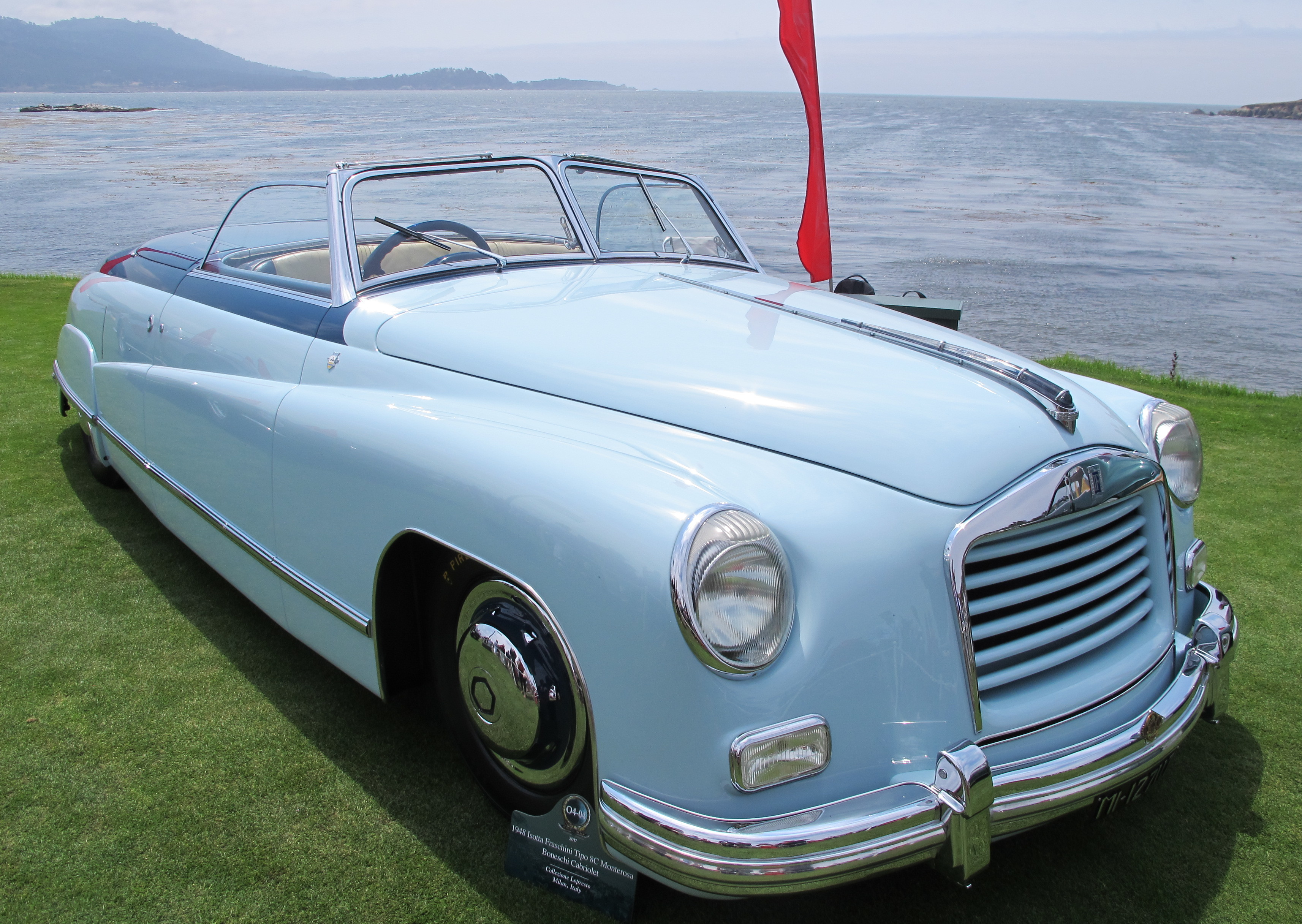
Isotta-Frascini Tipo 8C Monterosa Boneschi

Isotta Fraschini is een Italiaanse fabrikant van motoren voor schepen, vliegtuigen, treinen en industrie. In het begin van de 20e eeuw was Isotta Fraschini bekend als fabrikant van luxe personenauto's.

## Geschiedenis
Cesare Isotta en Oreste Fraschini richtten op 27 januari 1900 in Milaan Società Milanese Automobili Isotta, Fraschini & C. op als importeur, reparateur en dealer van personenauto's. Zij begonnen de eigen productie door eerst Renaults te assembleren.
In 1907 werkte het bedrijf samen met Lorraine-Dietrich, maar die samenwerking werd snel beëindigd.
Isotta Fraschini was al vanaf het eerste eigen ontwikkelde model actief betrokken in de autosport. Dat leverde een goede reputatie en een extra omzet op als producent van raceauto's.
Het bedrijf was vlot met de toepassing van nieuwe technieken. Zo bood de fabriek als een van de eerste fabrieken auto's met remmen op alle wielen, bovenliggende nokkenas en 8-cilinder motoren. Het bedrijf was tot in de jaren twintig succesvol met de verkoop van luxe auto's in de Verenigde Staten. Door de economische crisis en door de Tweede Wereldoorlog was het bedrijf genoodzaakt de productie van auto's te stoppen en zich te beperken tot de productie van scheepsmotoren.
De reputatie werd versterkt door het optreden van een Tipo 8A Castagna Transformable (uit 1929) in de film Sunset Boulevard uit de jaren vijftig.
In 1955 fuseerde het bedrijf met motorenfabriek Breda Motori. Daarna begon het bedrijf met de productie van trolleybussen.
In de jaren tachtig werd de naam van het bedrijf (als onderdeel van de Fincantieri groep) gewijzigd in Isotta Fraschini Motori SpA. Het hoofdkantoor staat in de stad Bari.

## Modellen

### Personenauto's
- Tipo 8 1919 - 1924
- Tipo 8A 1924 - 1931
- Tipo 8B 1931 - 1936
- Tipo 8C Monterosa 1948 - 1949

### Raceauto
- Tipo D 1905 - 1907

### Vrachtwagens
- D65
- D80

### Trolleybussen
- TS 40F1
- F1

## Tegenwoordig
Isotta Fraschini bestaat uit verschillende bedrijven.
- Isotta Fraschini Motori S.p.A.: Dieselmotoren, zowel voor scheepvaart, spoorwegen als industrie, voor zowel de civiele als de militaire markt. Onderdeel van de Fincantieri groep.

- Fabbrica Automobili Isotta-Fraschini S.p.A.: Autofabriek.

- Isotta Fraschini Milano, s.r.l.: Productie van luxe goederen.